# Quincy Wilson
Quincy Wilson (Fort Lauderdale, 16 agosto 1996) è un giocatore di football americano statunitense che milita nel ruolo di cornerback per i New York Giants della National Football League (NFL). Fu scelto nel corso del 2º giro (46º assoluto) del Draft NFL 2017 dai Colts. Al college ha giocato a football per Florida.

## Carriera universitaria
Wilson frequentò l'Università della Florida dal 2014 al 2016 e giocò per i Florida Gators. Nella sua prima stagione, come freshman, giocò in dieci partite (due da titolare), mettendo a segno 22 tackle, un intercetto, un fumble forzato e tre passaggi deviati. Nel 2015, come sophomore, Wilson disputò tutte le 14 partite (nove da titolare), mettendo a segno 26 placcaggi, due intercetti e cinque passaggi deviati. Nel 2016, come junior, giocò tutte le tredici partite da titolare, facendo registrare 33 placcaggi, un sack, tre intercetti (uno ritornato in touchdown) e sei passaggi deviati; a fine stagione fu nominato nella seconda formazione ideale All-SEC del 2016. In tre stagioni con i Gators Wilson disputò 39 partite, mettendo a segno 81 placcaggi, un sack, sei intercetti (uno ritornato in touchdown), un fumble recuperato e 14 passaggi deviati.

## Carriera professionistica

### Indianapolis Colts

#### Stagione 2017
Wilson fu scelto nel corso del 2º giro (46º assoluto) del Draft NFL 2017 dagli Indianapolis Colts. l'11 maggio 2017, firmò un contratto quadriennale del valore di 5,76 milioni di dollari con i Colts. Debuttò come professionista subentrando nella gara inaugurale della stagione 2017 contro i Los Angeles Rams mettendo a segno un tackle. Wilson partì da titolare per la prima volta in carriera nel turno successivo contro gli Arizona Cardinals, sostituendo il compagno di squadra infortunato Vontae Davis; mise a segno due placcaggi e due passaggi deviati. In quella partita aggravò un infortunio al ginocchio sofferto durante il precampionato, costringendolo a saltare le dieci partite successive. Wilson recuperò dall'infortunio per l'inizio del sesto turno, ma il capo-allenatore dei Colts Chuck Pagano decise di non farlo giocare fino al tredicesimo turno, a causa degli infortuni dei compagni di squadra Pierre Desir e Rashaan Melvin. Fu nominato cornerback titolare insieme al compagno di squadra Nate Hairston dopo che fu annunciato che Melvin e Desir avrebbero perso le ultime quattro partite da calendario. Nella sconfitta del quindicesimo turno contro i Denver Broncos, Wilson mise a segno un record stagionale di otto placcaggi totali. Nel diciassettesimo turno contro gli Houston Texans, Wilson mise a segno due placcaggi singoli, un passaggio deviato e il suo primo intercetto da professionista su un passaggio dal quarterback T.J. Yates, contribuendo alla vittoria in casa dei Colts per 22–13. Terminò la sua stagione da rookie con sette presenze (cinque da titolare), 22 placcaggi totali (19 singoli), un intercetto e sei passaggi deviati.

#### Stagione 2018
Nella partita del settimo turno contro i Buffalo Bills, Wilson mise a segno un placcaggio e forzò un fumble per la prima volta in carriera; i Colts vinsero per 37–5. Nell'undicesimo turno contro i Tennessee Titans, fece registrare tre placcaggi totali (uno solitario), un intercetto e un passaggio deviato; i Colts ne uscirono vittoriosi per 38–10. Wilson chiuse la stagione regolare 2018 con tredici presenze (cinque da titolare), 27 placcaggi totali (19 solitari e 8 assistiti), un intercetto, un fumble forzato e due passaggi deviati.
Disputò la sua prima partita nei play-off giocando nel Wild Card Game contro gli Houston Texans, mettendo a segno cinque placcaggi totali (quattro solitari); i Colts vinsero per 21–7. Nel turno successivo, il Divisional Play-off contro i Kansas City Chiefs, Wilson mise a segno due placcaggi; i Chiefs sconfissero i Colts per 13–31, mettendo fine alla loro stagione.

### New York Jets
Il 25 aprile 2020, Wilson fu scambiato con i New York Jets per la 211ª scelta del Draft NFL 2020.

### New York Giants
Il 17 novembre 2020 Wilson firmò con i New York Giants.

## Famiglia
È il fratello di Marco Wilson degli Arizona Cardinals.